# Semiopyla
Semiopyla is een geslacht van spinnen uit de familie springspinnen (Salticidae).

## Soorten
De volgende soorten zijn bij het geslacht ingedeeld:
- Semiopyla cataphracta Simon, 1901
- Semiopyla triarmata Galiano, 1985
- Semiopyla viperina Galiano, 1985